# 石垣市消防本部
石垣市消防本部（いしがきししょうぼうほんぶ）は、沖縄県石垣市の消防部局（消防本部）。管轄区域は石垣市全域（尖閣諸島を含む）。

## 概要
かつては石垣市中心部の美崎町にあったが、2014年（平成26年）に旧石垣空港跡地に移転した。新庁舎は、かつての海上保安庁第十一管区海上保安本部石垣航空基地の格納庫を利用したものである。

## 主力機械
- 水槽付消防ポンプ自動車：4
- 屈折はしご付消防自動車：1
- 化学消防自動車：1
- 水槽車：1
- 救急自動車：5（うち高規格救急車：3）
- 救助工作車：1
- 救助ボート：1
- 水上バイク：3

2018年12月31日現在

## 沿革
- 1928年（昭和3年）1月 - 私設消防組発足[1]。
- 1933年（昭和8年）7月 - 石垣町公設消防組に組織替え[1]。
- 1946年（昭和21年）8月 - 石垣町消防団創設[1]。
- 1947年（昭和22年）7月 - 石垣市発足に伴い石垣市消防団に改称する[1]。
- 1950年（昭和25年）
  - 3月 - 石垣市消防団常備部を設置する[1]。
  - 10月 - 軍布令28号により、消防団常備部を消防隊に改称する[1]。
- 1963年（昭和38年）
  - 4月 - 消防組織法に基づき、消防隊（消防団常備部）を消防本部・消防署に改称する[1]。
  - 4月 - 消防本部庁舎が完成する[1]。
- 1964年（昭和39年）6月 - 大浜町との合併に伴い字大浜に出張所を設置する[1]。
- 1980年（昭和45年）10月 - 美崎町に消防庁舎が完成する[1]。
- 1989年（昭和54年）5月 - 沖縄県より空港消防業務委託を受けて、空港消防出張所を新設する[1]。
- 1991年（平成3年）5月 - 伊原間分遣所庁舎が落成・開所[1]。
- 1994年（平成6年）
  - 2月 - 川平分遣所庁舎が落成・開所[1]。
  - 9月 - 川平、伊原間分遣所が出張所に名称を変更する[1]。
- 2011年（平成23年）12月20日 - 消防庁舎が日本たばこ産業石垣葉たばこ取扱所跡地（字石垣420-1）に仮移転[1][4][2]。
- 2013年（平成25年）3月 - 新石垣空港の開港に伴い空港出張所が移転[1]。
- 2014年（平成26年）6月25日 - 消防庁舎が旧石垣空港跡地に移転[2]。
- 2018年（平成30年）
  - 3月 - 伊原間出張所を新築し運用開始[1]。
  - 4月1日 - 新石垣空港の消防業務を民間委託[1][5]。

## 組織
- 消防本部 - 総務課、予防課、警防課
- 消防署

## 消防署
| 消防署       | 住所      | 出張所                             |
| ------------ | --------- | ---------------------------------- |
| 石垣市消防署 | 真栄里668 | 伊原間：伊原間115-28 川平：川平862 |